# Polarització al buit

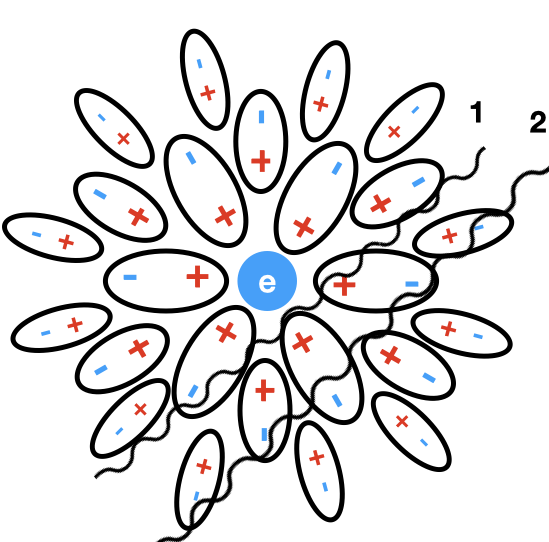
Demostració de l'efecte de la polarització al buit en la mesura de la càrrega de l'electró

En la teoria quàntica de camps, i específicament en l'electrodinàmica quàntica, la polarització al buit descriu un procés en què un camp electromagnètic de fons produeix parells virtuals electró – positró que canvien la distribució de càrregues i corrents que van generar el camp electromagnètic original. De vegades també es coneix com l'autoenergia del bosó gauge (fotó).
Després que els desenvolupaments en equips de radar per a la Segona Guerra Mundial van donar com a resultat una major precisió per mesurar els nivells d'energia de l'àtom d'hidrogen, Isidor Rabi va fer mesures del desplaçament de Lamb i del moment dipolar magnètic anòmal de l'electró. Aquests efectes corresponien a la desviació del valor -2 per al factor g d'electrons espectroscòpics predits per l'equació de Dirac. Més tard, Hans Bethe va calcular teòricament aquests canvis en els nivells d'energia de l'hidrogen a causa de la polarització del buit en el seu viatge en tren de tornada des de la Conferència de Shelter Island fins a Cornell.
Els efectes de la polarització al buit s'han observat de manera rutinària experimentalment des de llavors com a efectes de fons molt ben entès. La polarització al buit, que es coneix a continuació com la contribució d'un bucle, es produeix amb leptons (parells electró-positró) o quarks. El primer (leptons) es va observar per primera vegada a la dècada de 1940, però també més recentment es va observar el 1997 mitjançant l'accelerador de partícules TRISTAN al Japó, el segon (quarks) es va observar juntament amb múltiples contribucions de bucles quark-gluó des de principis dels anys setanta fins a mitjans de la dècada de 1970. 1990 utilitzant l'accelerador de partícules VEPP-2M a l'Institut Budker de Física Nuclear a Sibèria, Rússia i molts altres laboratoris d'acceleradors a tot el món.

## Història
La polarització del buit es va discutir per primera vegada en els articles de Paul Dirac i Werner Heisenberg el 1934. Robert Serber i Edwin Albrecht Uehling van calcular els efectes de la polarització del buit al primer ordre en la constant d'acoblament el 1935.

## Explicació
Segons la teoria quàntica de camps, el buit entre les partícules que interactuen no és simplement un espai buit. Més aviat, conté parells virtuals partícula-antipartícules de curta durada (leptons o quarks i gluons). Aquestes parelles de curta durada s'anomenen bombolles de buit. Es pot demostrar que no tenen cap impacte mesurable en cap procés.
Els parells virtuals partícula-antipartícula també es poden produir a mesura que es propaga un fotó. En aquest cas, l'efecte sobre altres processos és mesurable. La contribució d'un sol bucle d'un parell fermió – antifermió a la polarització al buit es representa amb el diagrama següent:
Aquests parells partícula-antipartícula porten diversos tipus de càrregues, com ara càrrega de color si estan subjectes a cromodinàmica quàntica com els quarks o gluons, o la càrrega electromagnètica més familiar si són leptons o quarks carregats elèctricament, el lepton carregat més conegut és el electró i com que és el més lleuger en massa, el més nombrós a causa del principi d'incertesa energia-temps tal com s'ha esmentat anteriorment; per exemple, parells virtuals electró-positró. Aquests parells carregats actuen com un dipol elèctric. En presència d'un camp elèctric, per exemple, el camp electromagnètic al voltant d'un electró, aquests parells partícula-antipartícula es reposicionen, contrarestant així parcialment el camp (un efecte de pantalla parcial, un efecte dielèctric). Per tant, el camp serà més feble del que s'esperaria si el buit estigués completament buit. Aquesta reorientació dels parells partícula-antipartícula de curta durada s'anomena polarització al buit.